# 仁里镇 (石台县)
仁里镇，是中华人民共和国安徽省池州市石台县下辖的一个乡镇级行政单位。地名出自《论语·里仁》中“里仁为美”，指风俗淳美的乡里。

## 行政区划
仁里镇下辖以下地区：
城南社区、马村社区、新街社区、和平社区、城东社区、三增村、杏溪村、东山村、永丰村、同心村、七里村、缘溪村、贡溪村、高宝村和杜村。

### 行政区划沿革
清康熙《石埭县志》称西汉初年今仁里镇所在地名曰“古里”，并称东晋江州刺史桂智览自幽州隐居于此，改名“七里”。不久改称“仁里”。
南宋宝庆二年（公元1226年）石埭县曾将县治迁往此处，不立城郭，仅以四周山体为城门。六年后县治重新迁回广阳（今黄山市黄山区太平湖镇）。元大德四年（公元1301年）时任池州达鲁花赤忻都至此，将此改名“孟郭”，语出《孟子》：“三里之城、七里之郭，环而攻之而不胜。”不久更名“七里”沿用至2007年。